# Ministeriet for Fred
Ministeriet for Fred (Minipax på Nysprog) er et af de fire ministerier i George Orwells roman 1984. Sammen med Ministeriet for Sandhed, Ministeriet for Kærlighed og Ministeriet for Rigdom styrer Ministeriet for Fred Luftbasis 1, som er en provins i superstaten Oceanien. Det er den militære fløj i Oceaniens regering, og det er ansvarlig for de væbnede styrker, primært flåden og hæren. Ministeriet for Fred er et vigtigt for Oceanien, da superstaten er i konstant krig med enten Eurasien eller Østasien.
Som det forklares i Goldsteins bog, ledes ministeriet efter den evige krigs princip. Hvis folk i Oceanien har en veldefineret fjende, Østasien eller Eurasien, ved de, hvem de skal hade, og den konstante propaganda hjælper dem til at overføre deres ubevidste vrede mod deres eget land til fjenden. Da krigen er vigtig for Oceaniens interne ro, er ministeriet ansvarlig for at udkæmpe krigen (primært i Afrika og Indien) og ansvarlig for, at krigen bliver ved med at være evig. Teleskærmene i Oceanien sender sædvanligvis nyhedsreportager, hvoraf det fremgår, at Oceanien vinder hvert eneste slag, men disse reportager er dog lidet troværdige.

Denne artikel er en oversættelse af artiklen Ministry of Peace på den engelske Wikipedia. Oversættelsen tager i sin sprogbrug desuden udgangspunkt i den danske udgave af 1984 (Gyldendals Tranebøger 1973), oversat af Paul Monrad.